# Mohamed Amroune (voetballer, 1983)
Mohamed Seif Edine Amroune (Constantine, 25 mei 1983) is een Algerijnse voetballer. Vanaf het seizoen 2007-2008 kwam hij twee jaar uit voor RAEC Mons. Hij tekende in Bergen hoewel hij lange tijd in de belangstelling stond van Zulte-Waregem. Amroune is een rechtsvoetige aanvaller.